# Friedrich von Dreger
Friedrich Dreger, ab 1734 von Dreger, (* 3. Oktober 1699 in  Greifenberg; † 26. August 1750 in Berlin) war ein Beamter in der preußischen Provinz Pommern. Er ist vor allem durch seine Veröffentlichungen von Urkunden zur Geschichte Pommerns bekannt.

## Leben
Friedrich Dreger entstammte einer in Greifenberg ansässigen Juristenfamilie. Er wurde am 29. Februar 1720 an der Universität Rostock immatrikuliert. Ab 1724 war er Fiskal beim Hofgericht in Köslin. Im Jahr 1730 war er Kriegsrat, dann 1733 Regierungsrat. Mit Diplom vom 21. Oktober 1734 wurde er in den preußischen Adelsstand erhoben. Im gleichen Jahr wurde er zum Direktor des Kösliner Hofgerichtes ernannt. 1735 ging er nach Stettin, um bei der Provinzialregierung zu arbeiten. Ab 1738 war er Kriegs- und Domänenrat in Pommern. In den Kreisen Cammin und Pyritz erwarb er 1745 mehrere Güter. 1747 nahm er seinen Abschied, wurde aber bereits 1748 Schloss- und Amtshauptmann sowie Kammerdirektor des Prinzen Friedrich Wilhelm zu Schwedt. 1749 kam er als geheimer Finanz-, Kriegs- und Domänenrat zum Generaldirektorium nach Berlin.
1750 erwarb er weitere Besitzungen in den Kreisen Neustettin und Belgard.
Neben seiner Tätigkeit als Beamter beschäftigte er sich mit umfassenden Arbeiten zur pommerschen Geschichte. Sein Hauptwerk, den „Codex diplomaticus“ (1748), verfasste er unter Benutzung sämtlicher Landesarchive. Dreger erlebte nur die Veröffentlichung des ersten Bandes mit Urkunden bis zum Jahr 1269. Nach seinem Tod 1750 gelangten 11 Folio-Bände in den Besitz des Stettiner Marienstiftsgymnasiums. Der Historiker Johann Carl Conrad Oelrichs veröffentlichte 1768 eine bearbeitete und ergänzte Neuauflage von Dregers „Codex “und weitere Teile seiner Urkundensammlung ab 1795.

## Schriften
- Präses Andreas Westphal: Specimen introductionis in historiam finium Pomeranicorum. Höpfner, Greifswald 1721.
- Codex diplomaticus. Oder Uhrkunden, So die Pommersch-Rügianisch- und Caminische, auch andere benachbarte Lande angehen. Aus lauter Originalien oder doch archivischen Abschrifften in chronologischer Ordnung zusammen getragen, und mit einigen Anmerckungen erläutert. Tomus I: bis 1269 incl. Spiegel, Stettin 1748, Volltext.